# Hamburg-Barmbek-Süd
Barmbek-Süd ['baʁmbeːk] ist ein Stadtteil im Bezirk Hamburg-Nord nordöstlich der Stadtmitte der Freien und Hansestadt Hamburg. Bis 1951 bildete er zusammen mit Barmbek-Nord und Dulsberg den Stadtteil Barmbek.

## Nachbarstadtteile
- nördlich des Osterbekkanals und östlich des Barmbeker Stichkanals: Barmbek-Nord
- östlich des S-Bahndamms: Dulsberg
- südlich des Eilbekkanals: Eilbek
- westlich des Winterhuder Weges sowie südlich der Hamburger Straße und westlich der Richardstraße: Uhlenhorst
- nördlich des Osterbekkanals und westlich des Barmbeker Stichkanals: Winterhude

Die lange umstrittene Grenze zwischen Barmbek und Uhlenhorst war 1744 durch eine Vereinbarung zwischen dem Hospital zum Heiligen Geist als Barmbeker Grundherren und dem Hamburger Rat auf die Westseite der heutigen Bachstraße festgelegt worden. Der zu diesem Zweck ausgehobene Graben wurde jedoch von den Barmbekern, die ihr Vieh auch weiterhin jenseits dieser Grenze weiden lassen wollten, wieder zugeworfen. Sie setzte sich jedoch schlussendlich durch. Während der NS-Zeit, als das gesamte Gebiet bereits bebaut war, wurde die Grenze an den Winterhuder Weg verlegt, wo sie sich auch heute noch befindet.

Hamburger Straße 1903

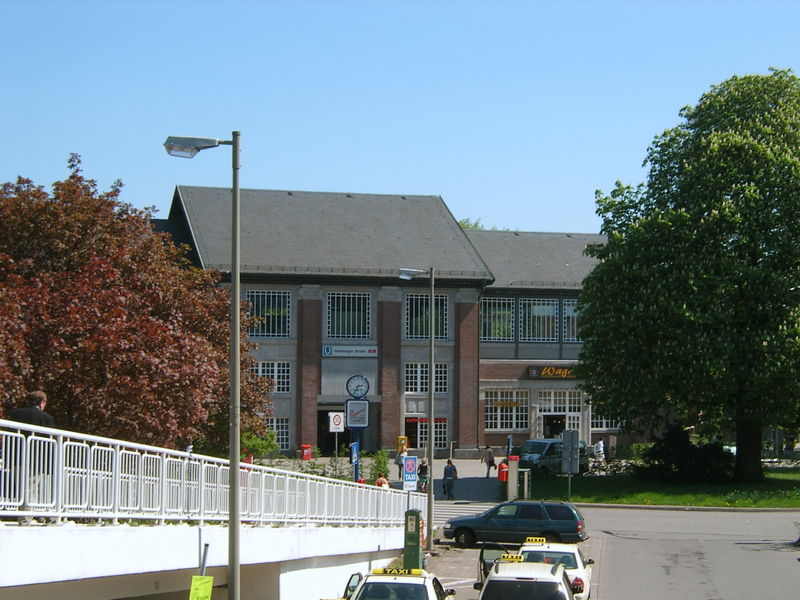
U-Bahn-Station „Hamburger Straße“

## Geschichte
Das Zentrum des ursprünglichen Dorfes lag an der Hufnerstraße rund um die ehemalige Heiligengeistkirche. Dort befanden sich von Alters her die zunächst zehn, später zwölf, Bauernhöfe der Hufner. Der Name des Dorfes stammt vom Namen des Baches Barnebeke, der heutigen Osterbek. Heimatforscher vermuten, dass ursprünglich die Berner Au in die heutige Osterbek floss, bei Anlage der Kupfermühle in Farmsen wurde diese in die Wandse umgeleitet, um ein höheres Gefälle zu erreichen. Barmbek wurde am 8. September 1271 als Bernebeke erstmals urkundlich erwähnt. Ein Fund von 1927 belegt jedoch, dass germanische Siedler bereits um 800 vor Christi in Barmbek Weizen anbauten. 1355 kaufte das Hospital die letzten ihm noch nicht gehörenden Ländereien und Rechte Barmbeks und des benachbarten Eilbeks vom in finanzielle Not geratenen Grafen von Holstein für 150 Mark Silber.
Die Verkoppelung der alten Gewanne begann Ende der 1760er Jahre, wurde aber nie vollständig durchgeführt. Im heutigen Barmbek-Süd wurden lediglich die beiden Gewanne auf dem Mesterkamp und das Gewann „Up den Stiegen“ (zwischen Hamburger Straße und der späteren von Essenschen Vogelweide gelegen) verkoppelt. Vom Land der Kätner wurden der Imhof südlich der heutigen Stückenstraße und der Kätnerkamp zu ihren Gunsten verkoppelt. Bei weiteren Gewannen scheiterte die Zusammenlegung, weil ein Jahrzehnte dauernder Rechtsstreit um die 5. Hufe entstanden war, der eine Einbeziehung der häufig mitten in den Gewannen liegenden Felder dieses Hofes unmöglich machte. Ab 1784 wurden große Teile der Gemeinweide an die Vollhufner und die nunmehr als Halbhufner bezeichneten Kätner verteilt. Hier wurde darauf geachtet, dass nunmehr hinreichend große Stücke entstanden, so dass jeder Landwirt sich eine große Kuhweide anlegen konnte. Der Großteil der Weiden entstand auf den Ellerholzweiden, die auf dem Gebiet des heutigen Stadtparks lagen und nunmehr zu Winterhude gehören, und im Wischof an der Osterbek.
Bis 1830 konnte das Hospital zum Heiligen Geist die Landesherrschaft über Barmbek erhalten, erst dann ging sie auf Hamburg über. Bis in das 19. Jahrhundert waren die Höfe der zwölf Hufner rund um den alten Dorfplatz an der Hufnerstraße gruppiert. Lediglich die Hufe 5 befand sich seit dem Brand von 1578 wenige Meter entfernt vom Dorfplatz am Markt. Zweihundert Jahre später folgte die 11. Hufe, die ebenfalls nach einem Brand auf das Gelände des heutigen Bahnhofes Dehnhaide an den Markt verlegt wurde. Als erster Hufner verlegte Johann Hinrich Harckensee 1840 die 4. Hufe aus dem Dorfkern in den Barmbeker Norden an die Bramfelder Straße 43, ungefähr dorthin, wo sich heute die Rettungswache des DRK befindet. Ihm folgte 1880 Otto Deseniß, der in eine Villa an der Bramfelder Straße 15 (etwa in Höhe der Straße Flachsland, also noch im heutigen Stadtteil Barmbek-Süd) zog, wo er auch eine Gärtnerei betrieb. Das alte Bauernhaus der 9. Hufe von 1627 verkaufte er, es brannte aber bereits 1884 ab. 1890 verlegte Heinrich Dreckmann seinen Hof, die 12. Hufe, vom alten Dorfplatz an die Grenze nach Bramfeld, wo er nördlich der Habichtstraße auf den Hellbrookweiden den „Habichtshof“ errichtete, der – durch Zerstörungen im Zweiten Weltkrieg verstümmelt – noch bis 2008 dort stand.
Um 1800 begannen Barmbeker Bauern – Hufner wie auch Kätner – zunehmend einzelne Flächen an Dritte, teils als Wohngrundstücke, teils zu Gewerbezwecken zu veräußern. Den Anfang machte die Witwe von Johann Wilhelm Hinsch, die bereits 1797 ein Grundstück der 1. Hufe an der Hamburger Straße an Gerhard Heinrich von Essen, der dort seinen Vogelgarten anlegte und später auch ein Feld der 8. Hufe dazu kaufte. Ihr Sohn Heinrich Hinsch veräußerte 1841 bisheriges Saatland an die Stadt zum Bau der Irren-, Heil- und Pflegeanstalt Friedrichsberg, wofür die Stadt auch Ländereien der 3.. der 5., der 9. und der 10. Hufe erwarb. 1863 verkaufte Heinrich Eggers 945 Quadratruten auf der Rönnhaide an die Hamburger Schützengesellschaft, die dort ihren ersten Schützenplatz errichtete, nachdem heute die Straße „Beim Alten Schützenhof“ benannt ist. An das Gelände der Rönnhaide erinnerte bis zur Operation Gomorrha die Rönnhaidstraße, heute nur noch die von der U-Bahn-Station Hamburger Straße wegführende Brücke. Die dortige dichte Vorkriegsbebauung ist restlos verschwunden.

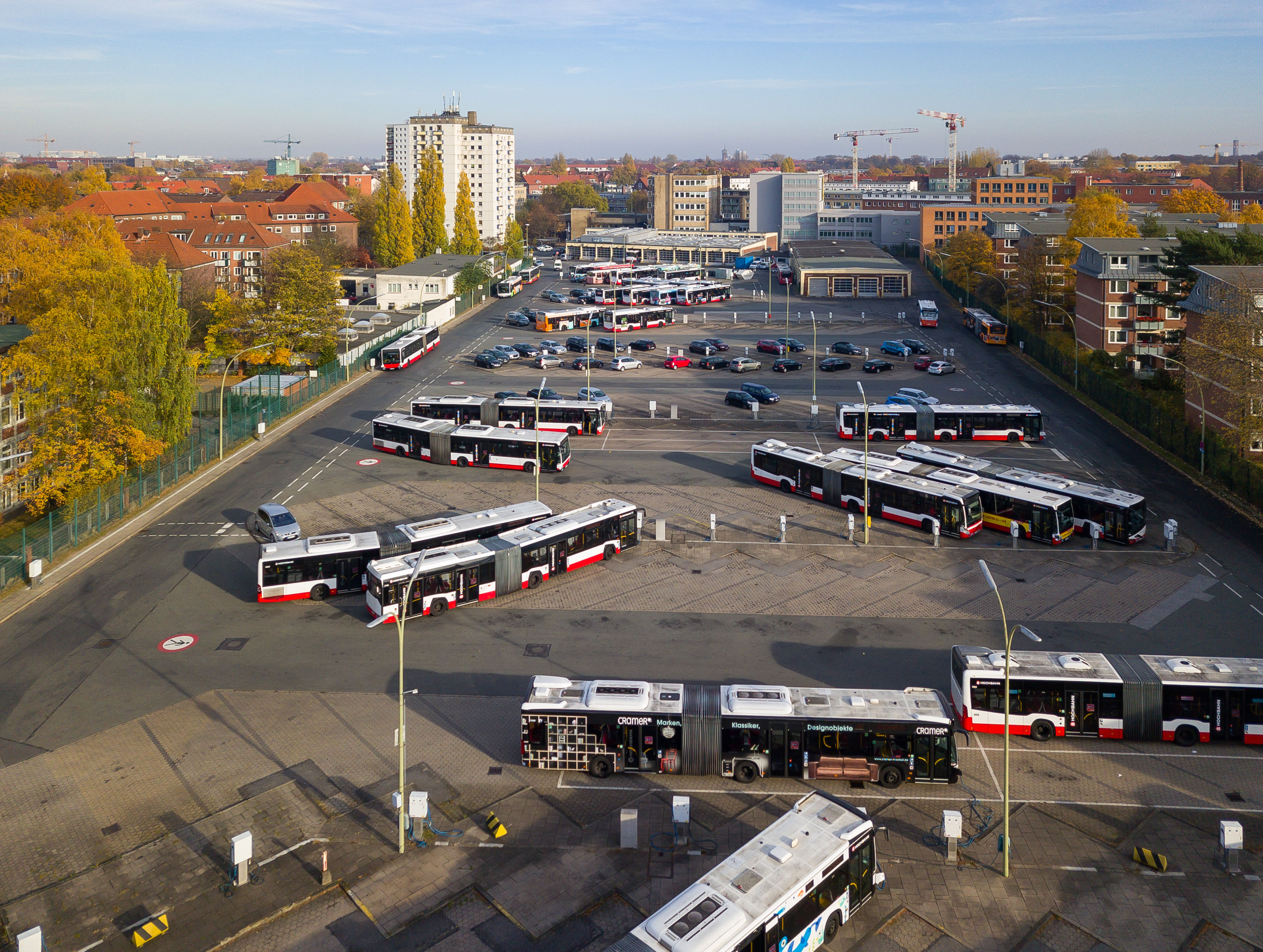
Der Busbetriebshof Mesterkamp 2018

Im Jahre 1867 wurde eine Pferdebahn entlang der Hamburger Straße angelegt. 1890 entstand das Depot am Mesterkamp (es diente noch bis 2019 als Busbetriebshof der HHA), wofür 1888 die Witwe von Ernst H. E. Langhein Flächen der 11. Hufe auf dem Mesterkamp an die Straßen-Eisenbahn-Gesellschaft verkaufte. 1895 stellte die S.E.G.H. auf den elektrischen Betrieb um. Als Heinrich Behrmann 1869 die 2. Hufe übernahm, gab er gut 1370 Quadratruten auf der Rönnheide an der Weidestraße an seine Brüder ab, die das Gelände 1897 an die römisch-katholische Kirche zum Bau der Sophienkirche verkauften. Auf Landstücken der Hufen 4, 6, 7, 10 und 12 sowie zweier Kätner wurde ab 1874 die Gasanstalt an der Osterbek errichtet.
Um die Wende zum 20. Jahrhundert erwarb der Aerar der Freien und Hansestadt Hamburg die Vollhufnerrechte von elf der zwölf Hufen sowie einen Großteil von deren verbliebenen Ländereien. Der einzig verbliebene Hof, die 12. Hufe, die damals von Heinrich Dreckmann bewirtschaftet wurde, erhielt als Ausgleich für den Verlust der Gemeinweidenutzung ein Grundstück an der jetzigen Emil-Janssen-Straße in Barmbek-Nord.
Im Jahre 1907 nahm die Hamburg-Altonaer Stadt- und Vorortbahn mit dem Bahnhof Barmbeck im Norden des Stadtteils den Betrieb auf. Auf der Grenze zwischen den heutigen Stadtteilen Barmbek-Süd und Dulsberg wurde der Bahnhof Friedrichsberg errichtet. Gleichzeitig begann der Bau der Hamburger U-Bahn, die im Jahre 1912 ihren Betrieb aufnahm, die über mehrere Haltestellen im Stadtteil verfügt.
Barmbek-Süd war seit Ende des 19. Jahrhunderts eine Arbeitervorstadt mit dem Zentrum nördlich der von Raabe & Wöhlecke entworfenen Hochbahn-Haltestelle Mundsburg, die vor einigen Jahren in den Originalzustand zurückgebaut wurde. 1923 kam es zum Hamburger Aufstand, der von der KPD initiiert wurde und einen seiner Schwerpunkte in Barmbek-Süd hatte.

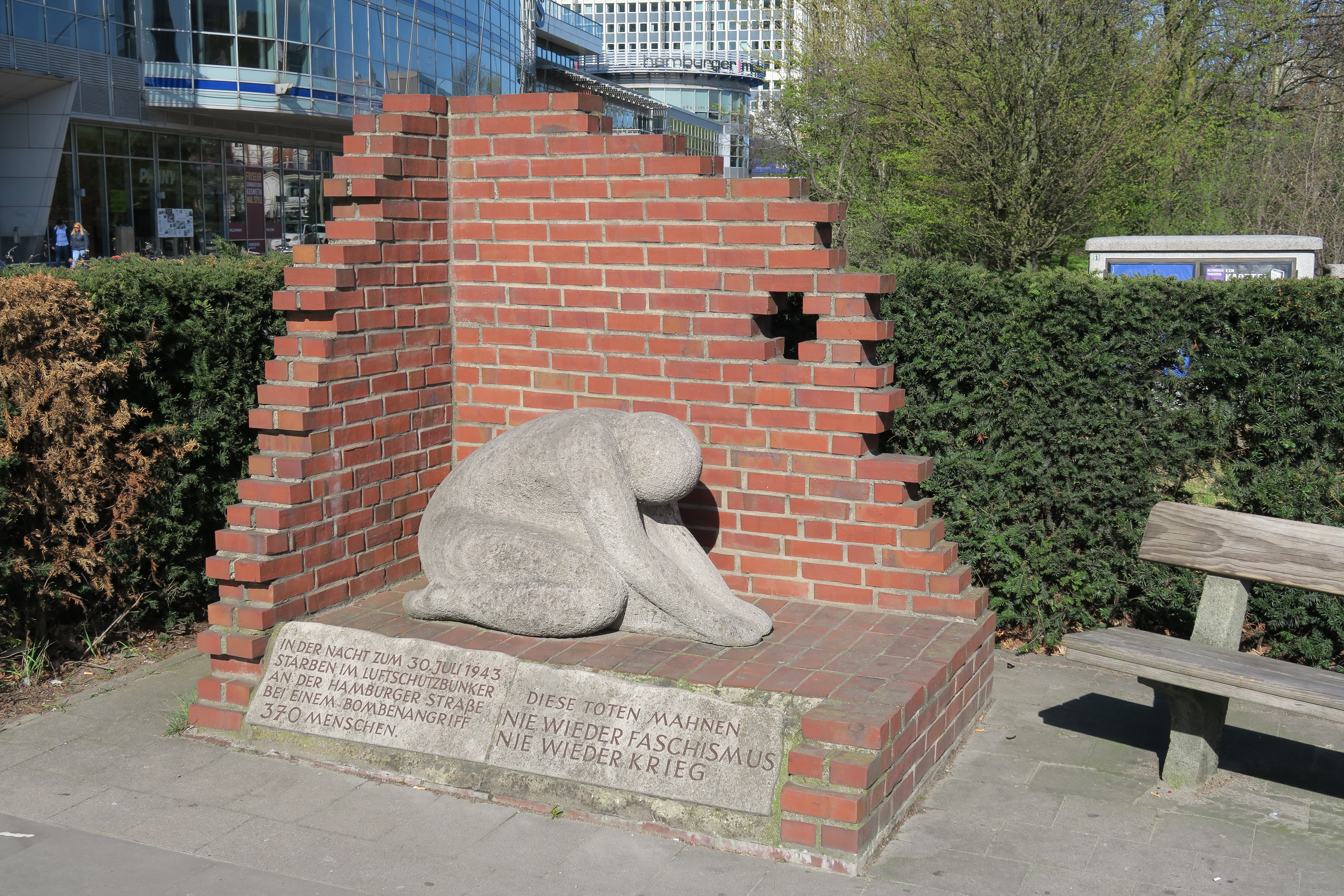
Mahnmal, das an die 370 Menschen erinnern soll, die am 30. Juli 1943 im bombardierten Karstadt-Bunker in der Hamburger Straße umkamen

In den Bombenangriffen im Juli 1943 während der Operation Gomorrha wurde dieses Zentrum weitgehend zerstört, allein in den Schutzräumen des Kaufhauses Karstadt starben 370 Menschen. Die Bildhauerin Hildegard Huza schuf 1985 ein Mahnmal zum Gedenken an die Opfer.

### Religionen
Seit Einführung der Reformation durch Johannes Bugenhagen ist Hamburg lutherisch geprägt. Trotz einer hohen Zahl konfessionsloser Einwohner gehört noch ein Großteil der Einwohner von Barmbek-Süd der evangelisch-lutherischen Kirche an. Seit dem ersten Drittel des 17. Jahrhunderts gehörte Barmbek zum großen Sprengel der Dreieinigkeitskirche im Hamburger Vorort St. Georg. Aufgrund des riesigen Einzugsbereiches fand kirchliches Leben in Barmbek mit Ausnahme des sonntäglichen Kirchgangs praktisch nicht statt. Mit Gründung der Kirchengemeinde St. Gertrud in Uhlenhorst 1883 verbesserte sich die seelsorgerische Situation zwar etwas, aber um 1900 hatte auch die neue Gemeinde bereits über 100.000 Mitglieder. 1902 wurde mit der Heiligengeistkirche am alten Dorfplatz die erste Barmbeker Gemeindekirche erbaut. Bereits zuvor war die Kreuzkirche an der Ecke Marschnerstraße / Holsteinischer Kamp erbaut worden. Sie gehörte zwar der hamburgischen Landeskirche an, besaß als Personalgemeinde mit lutherisch-orthodoxer Ausrichtung jedoch kein eigenes Gemeindegebiet, sondern wurde von Gläubigen aus ganz Hamburg besucht. Der Bevölkerungszuwachs führte bald zu neuen Kirchenbauten: 1920 wurde die Auferstehungskirche in Barmbek-Nord geweiht, so dass die erst später durchgeführte Teilung Barmbeks in drei Stadtteile (Barmbek-Nord, Barmbek-Süd und Dulsberg) kirchlich bereits kurz nach dem Ersten Weltkrieg begann. 1929 folgte mit der Bugenhagenkirche am Schleidenpark die zweite lutherische Kirche für Barmbek-Süd. Dulsberg schied mit dem Bau der Frohbotschaftskirche Mitte der 1930er Jahre aus der Kirchengemeinde Barmbek aus und bekam eine eigene Gemeinde. Nach dem Zweiten Weltkrieg wurde mit der neuen Kreuzkirche an der Wohldorfer Straße, die den Krieg zerstörten Vorgängerbau ersetzte, eine dritte lutherische Kirche in Barmbek-Süd errichtet. Aufgrund des Rückgangs an Gemeindegliedern haben sich die drei Gemeinden in Barmbek-Süd inzwischen zusammengeschlossen. Die Heiligengeistkirche, die Keimzelle der Alt-Barmbeker Kirchengemeinde, wurde wegen Baufälligkeit bereits seit 2005 nicht mehr genutzt und musste dem Wohnungsbau weichen; der Abriss erfolgte im März 2008. Ein Teil des Kirchenschiffs wurde in den Neubau integriert und sollte gemeinschaftlichen Zwecken dienen.

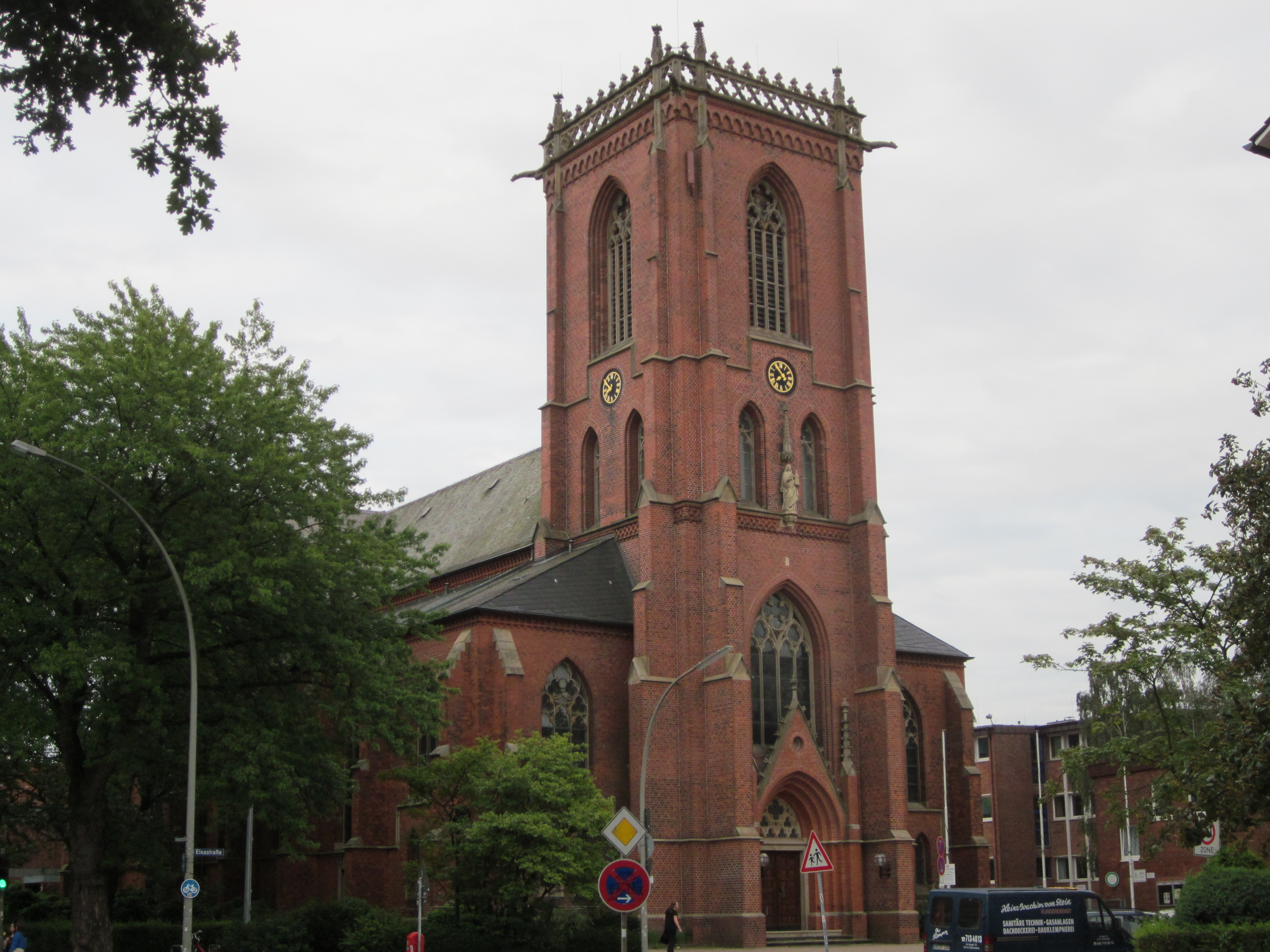
Die Sophienkirche wurde auf ehemaligem Ackerland der 2. Hufe errichtet.

Bereits 1900 wurde die erste römisch-katholische Kirche in Barmbek geweiht, sie steht schräg gegenüber der später erbauten Bugenhagenkirche. Die St.-Sophien-Kirche wurde vom Gründer der Deutsch-Amerikanischen Petroleumgesellschaft (jetzt Teil des Esso-Konzerns), Wilhelm Anton Riedemann, dessen Frau Sophie hieß, gestiftet. Auch die Katholiken Barmbeks waren früher nach St. Georg eingepfarrt. Die dortige Marienkirche ist heute Domkirche des Erzbistums Hamburg. Seit 1962 ist ein Dominikanerkloster an die Sophienkirche angeschlossen.
In Barmbek-Süd steht die Ali Paşa Moschee in der Hamburger Straße.
Nachdem es bereits zuvor eine Haussynagoge in der Hamburger Straße gegeben hatte, eröffnete die Jüdische Gemeinde Hamburg 1920 in der Gluckstraße die Synagoge Schewes Achim (deutsch: Brüdereintracht). Hintergrund war wie bei den christlichen Kirchen, dass sich die Zahl der Gemeindemitglieder in Barmbek mit zunehmender Besiedlung deutlich erhöht hatte und man diesen den Weg in die Stadt (zur Hauptsynagoge am Bornplatz im Grindelviertel) nicht mehr zumuten wollte. 1938 musste das Gebäude unter dem Druck der herrschenden Nationalsozialisten verkauft werden, es fiel 1943 dem Bombenkrieg zum Opfer. Aus Anlass des 50. Jahrestages der Reichspogromnacht wurde auf dem Gehweg vor dem Grundstück, das heute von einer protestantischen Freikirche genutzt wird, eine Gedenktafel des Ortsausschusses Barmbek-Uhlenhorst angebracht, die unter dem Motto des ersten Verses des 133. Psalms steht:
Siehe wie schön und lieblich ist es, wenn Brüder einträchtig beieinander wohnen.

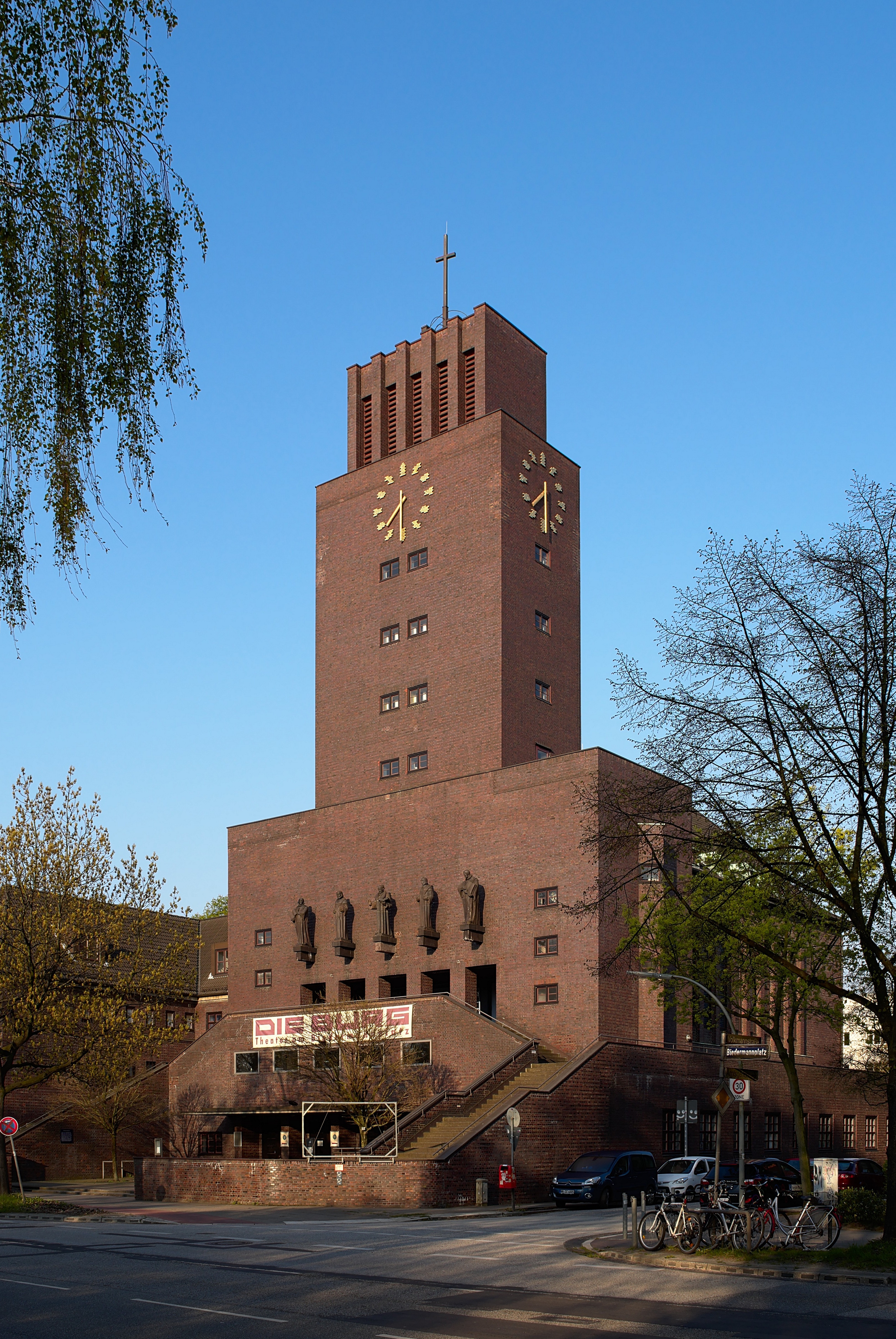
Bugenhagenkirche
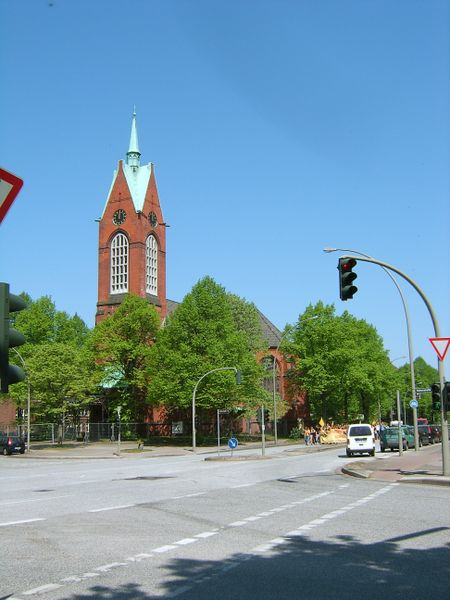
Die 2008 abgerissene Heiligengeistkirche
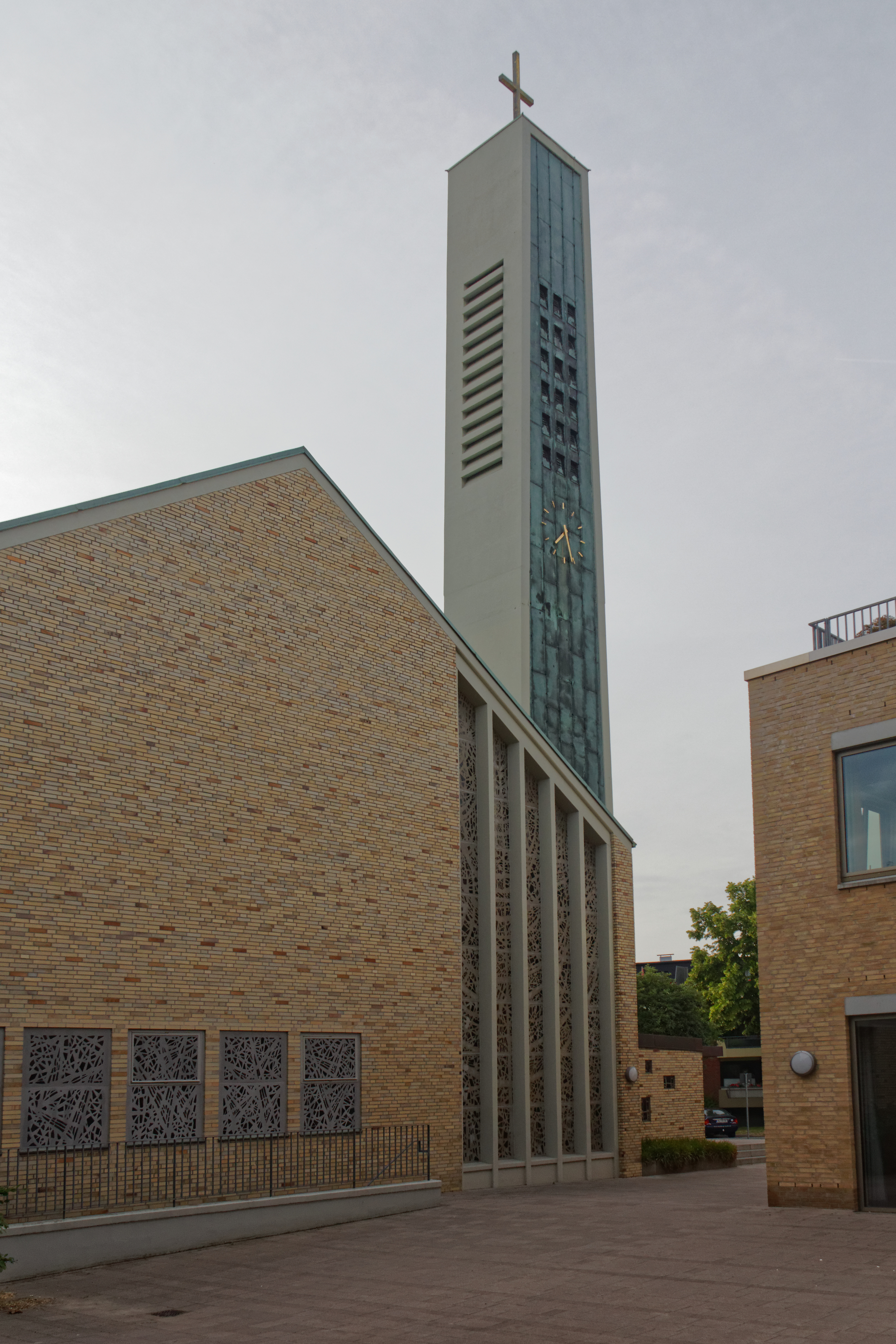
Die lutherische Kreuzkirche in der Wohldorfer Straße

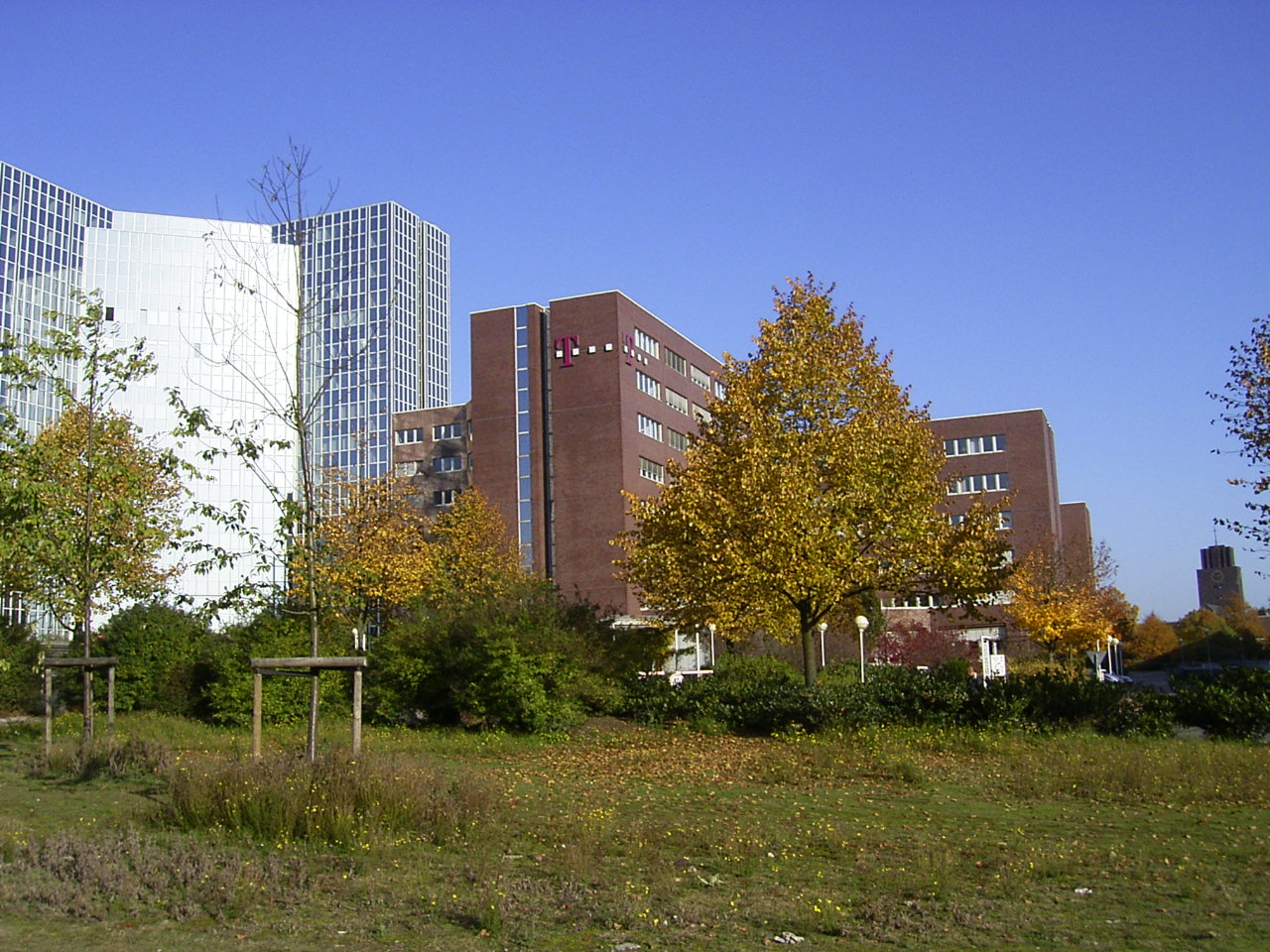
Alster-City, rechts im Hintergrund die Bugenhagenkirche

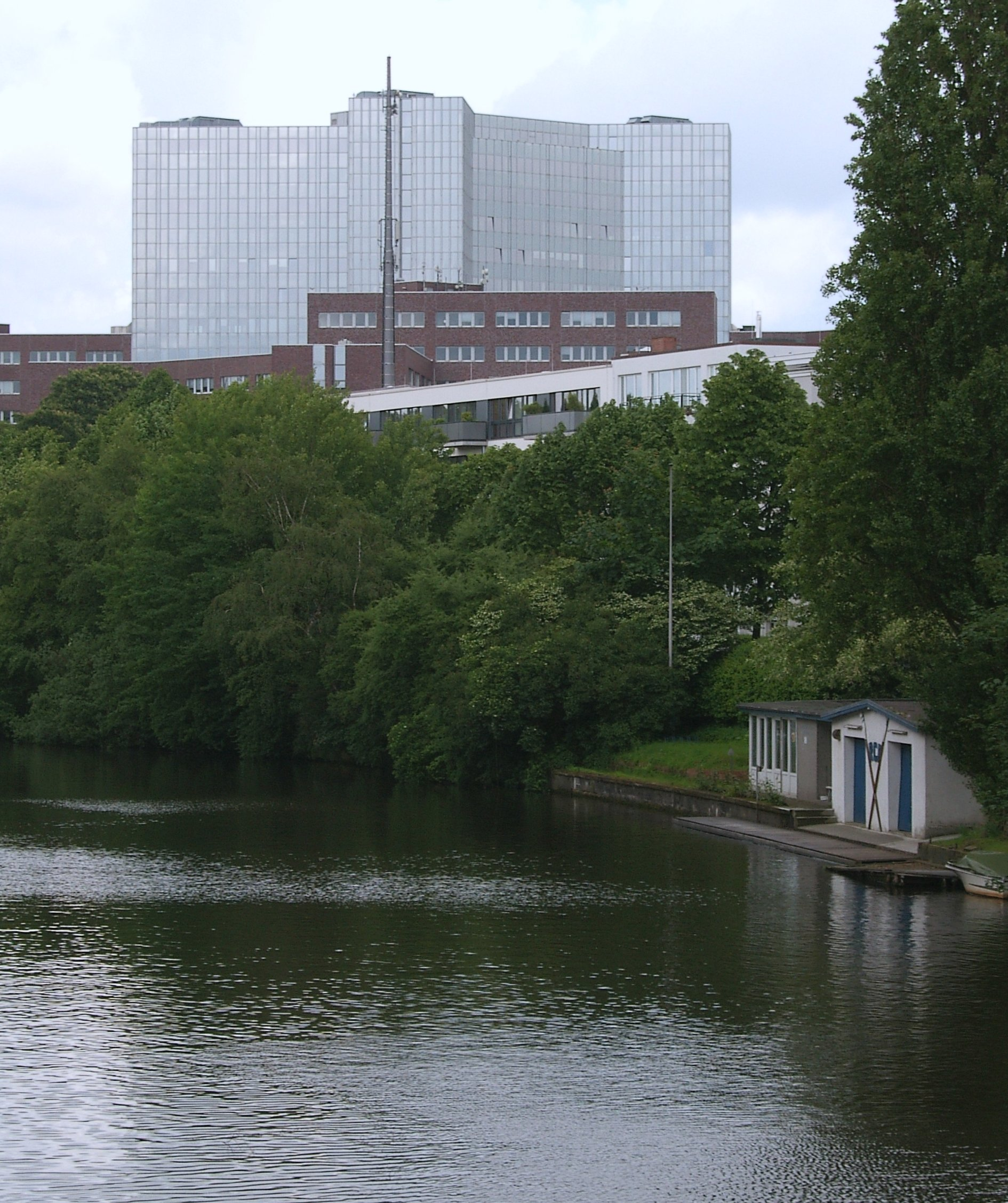
Alster-City, vorn der Osterbekkanal

### Alster-City
In den 1990er Jahren wurde auf dem Gelände der ehemaligen Gasanstalt mit der Alster-City ein modernes Büroareal gebaut. Zunächst plante die Volksfürsorge Versicherungsgruppe den Bau ihrer Hauptverwaltung auf diesem Areal. Dagegen gab es heftige Proteste von Anwohnern, die eine Zunahme des Verkehrs insbesondere zu den Hauptverkehrszeiten befürchteten und stattdessen den Bau günstigen Wohnraums dort forderten. Wegen der Altlasten der Gasanstalt zog sich die Volksfürsorge schließlich aus dem Projekt zurück. Der Hamburger Großinvestor Helmut Greve realisierte stattdessen die heutige Bebauung, musste aber als Zugeständnis an die Anwohner den Bau einer lange geforderten Fußgängerbrücke über den Osterbekkanal und eine Grünanlage auf dem gegenüberliegenden Osterbekufer in Hamburg-Winterhude finanzieren. Der Park wurde 2011 fertiggestellt, die Brücke zwei Jahre später.

### Komponistenviertel
Die Wagnerstraße wurde 1877 nach dem Grundeigentümer Franz Heinrich David Wagner (1816–1872) benannt. Wegen der parallel laufenden Richardstraße, die 1861 nach Richard Bull ihren Namen bekam, sowie der 1886 eingerichteten Elsastraße nach der Ehefrau von Franz Wagner und nicht nach der Figur Elsa von Braband aus Lohengrin, festigte sich in der Bevölkerung und bei Behörden mit der Zeit der Bezug, es müsse sich bei dem Namensgeber um den Komponisten Richard Wagner (1813–1883) handeln. Deshalb benannte man neue Straßen in diesem Bereich nach weiteren Musikern: Beethovenstraße, Mozartstraße, Schubertstraße, Schumannstraße, Gluckstraße, Marschnerstraße, Lortzingstraße, Volkmannstraße, Flotowstraße, Weberstraße, Spohrstraße. 1904 benannte man die neue Wagnerstraßenbrücke (führt über den Eilbekkanal) nach dem „richtigen“ Richard Wagner, dem Komponisten.
Auch die Bachstraße wurde 1860 nicht nach dem Musiker benannt, sondern ist der alte Landweg zwischen Uhlenhorst und der Rönnhaide. Sie bildete seit 1744 die Grenze zwischen Barmbek und Uhlenhorst und führt zur Brücke über den Bach (heute Osterbekkanal). Nach dem gehäuften Bezug zu Komponisten hieß die Straße ab 1942 kurzzeitig Sebastian-Bach-Straße.
In Immobilienanzeigen aber auch von der ortsansässigen Bevölkerung wird dieses Gebiet häufig als Komponistenviertel bezeichnet.

## Statistik
- Anteil der unter 18-Jährigen: 11,1 % [Hamburger Durchschnitt: 16,8 % (2023)][11]
- Anteil der über 64-Jährigen: 13,6 % [Hamburger Durchschnitt: 17,8 % (2023)][11]
- Ausländeranteil: 18,0 % [Hamburger Durchschnitt: 20,7 % (2023)][11]
- Arbeitslosenquote: 5,7 % [Hamburger Durchschnitt: 6,2 % (2023)][11]

Das durchschnittliche Einkommen je Steuerpflichtigen beträgt in Barmbek-Süd 41.677 Euro jährlich (2023), der Hamburger Gesamtdurchschnitt liegt bei 48.035 Euro.

## Politik
Für die Wahl zur Hamburgischen Bürgerschaft gehört Barmbek-Süd zum Wahlkreis Barmbek – Uhlenhorst – Dulsberg.
Bei den Bürgerschaftswahlen 2025, 2020, 2015, 2011, 2008, 2004, 2001, 1997, 1993, 1991 und 1987 kam es zu folgenden Ergebnissen:
| Wahljahr | SPD    | Grüne 1) | CDU    | Linke 2) | AfD    | FDP    | Übrige    |
| -------- | ------ | -------- | ------ | -------- | ------ | ------ | --------- |
| 2025     | 32,5 % | 24,3 %   | 14,0 % | 12,9 %   | 05,4 % | 02,5 % | 08,4 %    |
| 2020     | 34,9 % | 31,4 %   | 07,1 % | 10,7 %   | 04,1 % | 04,1 % | 07,7 %    |
| 2015     | 47,2 % | 15,9 %   | 10,5 % | 11,0 %   | 05,0 % | 05,2 % | 05,2 %    |
| 2011     | 51,1 % | 14,8 %   | 15,6 % | 07,0 %   | –      | 04,6 % | 06,9 %    |
| 2008     | 38,2 % | 11,5 %   | 37,0 % | 07,0 %   | –      | 03,9 % | 02,3 %    |
| 2004     | 34,2 % | 15,2 %   | 41,1 % | –        | –      | 02,5 % | 07,0 %    |
| 2001     | 42,8 % | 10,0 %   | 22,4 % | 00,5 %   | –      | 04,2 % | 20,1 % 3) |
| 1997     | 42,3 % | 16,0 %   | 24,3 % | 00,7 %   | –      | 02,4 % | 14,3 % 4) |
| 1993     | 48,4 % | 14,4 %   | 19,1 % | –        | –      | 02,8 % | 15,3 %    |
| 1991     | 55,8 % | 07,7 %   | 28,4 % | –        | –      | 03,5 % | 04,6 %    |
| 1987     | 51,5 % | 07,8 %   | 34,5 % | –        | –      | 04,8 % | 01,3 %    |

Bei der Wahl zur Bezirksversammlung Hamburg-Nord ist Barmbek-Süd aufgeteilt. Während der östliche Stadtteil mit den Ortsteilen 420–422 zum Wahlkreis 5 (Barmbek-Süd/Dulsberg) gehört, zählt ein kleinerer Teil im Nordwesten von Barmbek-Süd (Ortsteile 418 und 419) zum Wahlkreis 4 „Uhlenhorst/Hohenfelde“.
Bei Bundestagswahlen zählt Barmbek-Süd zum Bundestagswahlkreis Hamburg-Mitte.

## Kultur und Sehenswürdigkeiten

### Bauwerke
Neben dem Einkaufszentrum Hamburger Meile und den daneben befindlichen drei weithin sichtbaren Hochhäusern des Mundsburg-Centers sind die Backstein-Wohnhäuser an der Flotowstraße aus den 1920er-Jahren bemerkenswert.
Am Biedermannplatz steht die mächtige Bugenhagenkirche aus dunklem Klinker, die 1927 von Emil Heynen errichtet und 1929 geweiht wurde. Sie zeigt sehr schöne Klinkerplastiken unter anderem von Richard Kuöhl. Sie entstand als protestantische Antwort auf die gegenüber liegende katholische Sophienkirche, deren Größe im damals streng lutherischen Hamburg als Provokation empfunden wurde. Seit 2004 wird die Bugenhagenkirche nicht mehr für Gottesdienste genutzt. Sie ist mittlerweile veräußert und beherbergt das Projekt „Afrotopia“.
Die ehemalige Volksschule in der Von-Essen-Straße ist ein typisches Beispiel für die Backsteinschulen der 1920er-Jahre in Hamburg. Seit 1996 beherbergt sie das Hansa-Kolleg.
Dorothea und Adolphine Keitel gründeten 1901 eine Stiftung, die das mietfreie Wohnen von armen, unbescholtenen, mindestens 45 Jahre alten Mädchen aus dem Handwerker- und Dienstbotenstande ermöglichen sollte. 1905 wurde das Gebäude auf dem von der Stadt zur Verfügung gestellten ehemaligen Kätner-Hof errichtet. Der pompöse Bau wurde von den Barmbekern als „Schloss von Barmbeck“ bezeichnet. Durch Kriegseinwirkung ist der Turm heute verkürzt, einige Balkonbrüstungen zugemauert. Dennoch überstand das Gebäude den Krieg relativ unbeschadet, was seiner soliden Bauweise zu verdanken ist.
Das älteste noch erhaltene Wohngebäude aus der Erstbebauung nach Aufhebung der Torsperre findet sich an der Ecke Beim Alten Schützenhof und Bartholomäusstraße. In diesem Gebäude von 1867 hatte auch der Berufskriminelle „Lord von Barmbeck“ Anfang des 20. Jahrhunderts seine Kneipe, es wurde 2012/13 durch den Denkmalschutzstatus vor dem Abriss bewahrt, nachdem sich im Stadtteil Widerstand geregt hatte. Seit einer Grundsanierung befinden sich in dem Gebäude statt normalpreisiger Mietwohnungen größtenteils hochpreisige Eigentumswohnungen.
Am Alten Teichweg steht der Daniel-Bartels-Hof, ein 1928 nach Entwurf der Architekten Puls & Richter erbauter Wohnblock. Skulpturen und Brunnenschmuck stammen von Ludwig Kunstmann. Ein denkmalgeschützter Wohnblock mit reichlichem Bauschmuck ist der Heinrich-Groß-Hof am Pinelsweg.

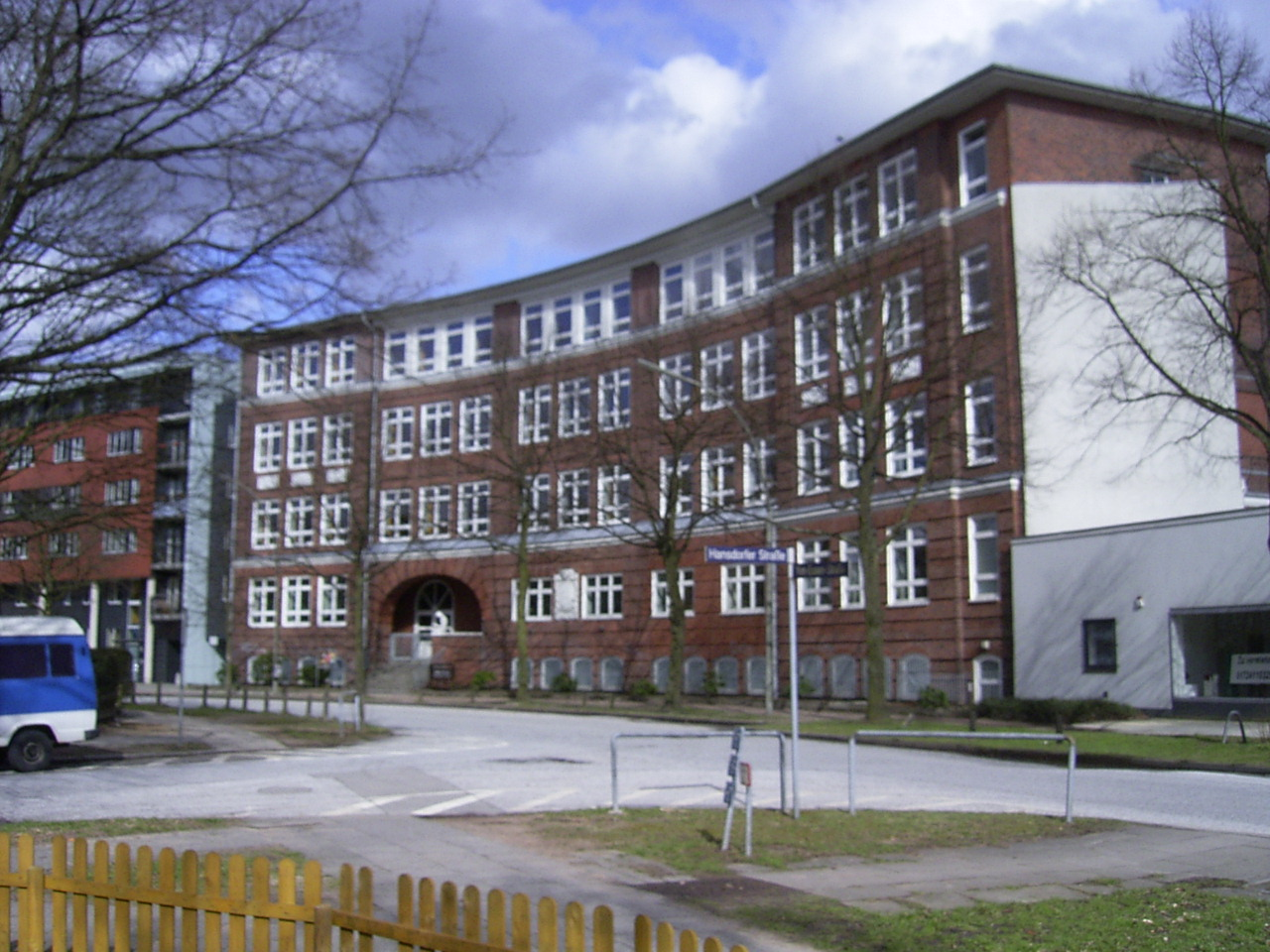
Dieser typische Schulbau der 1920er Jahre in der Von-Essen-Straße beherbergt heute das Hansa-Kolleg
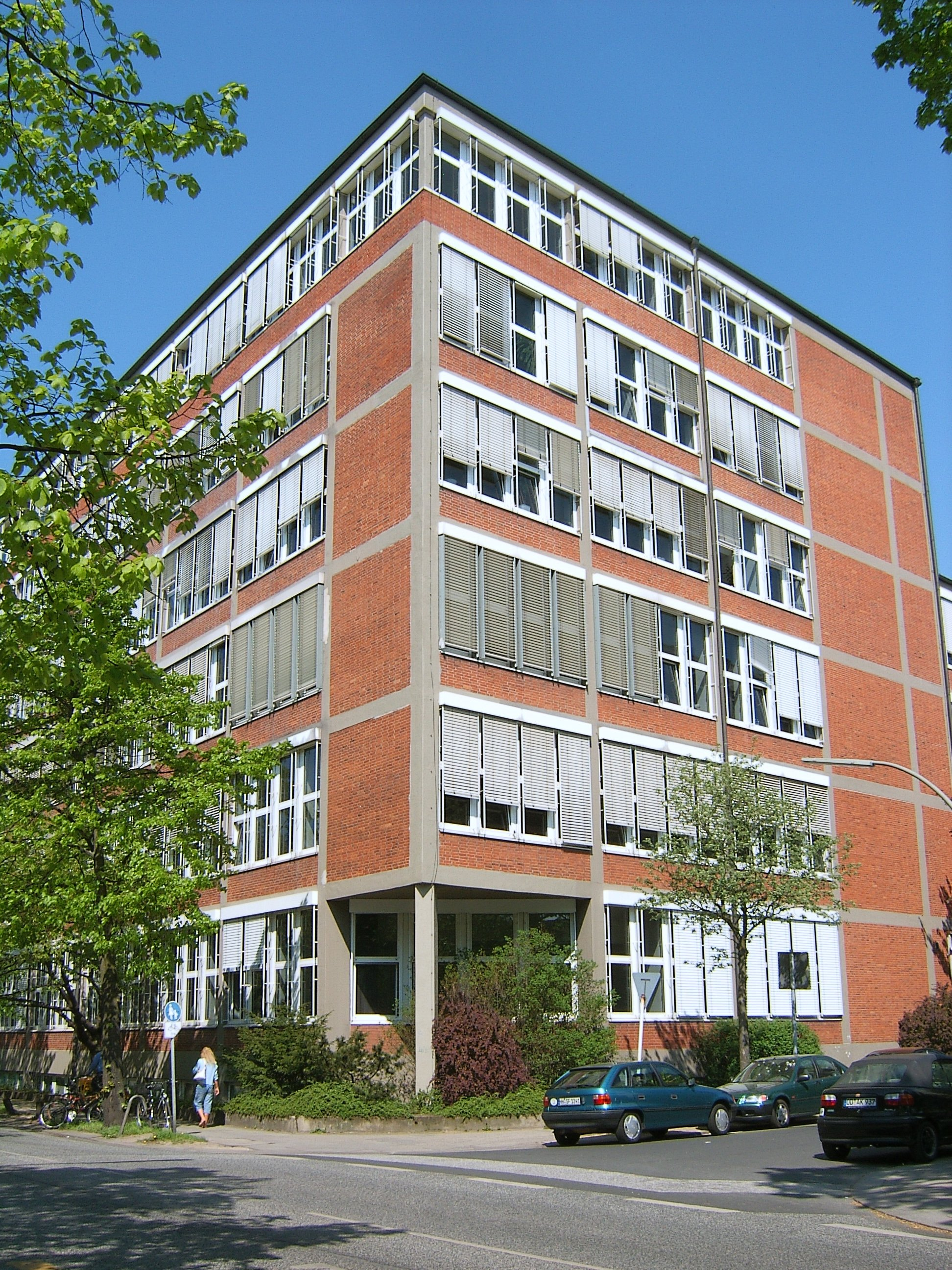
Schuhfabrik Tretorn in der Weidestraße, heute Hauptverwaltung von Fielmann
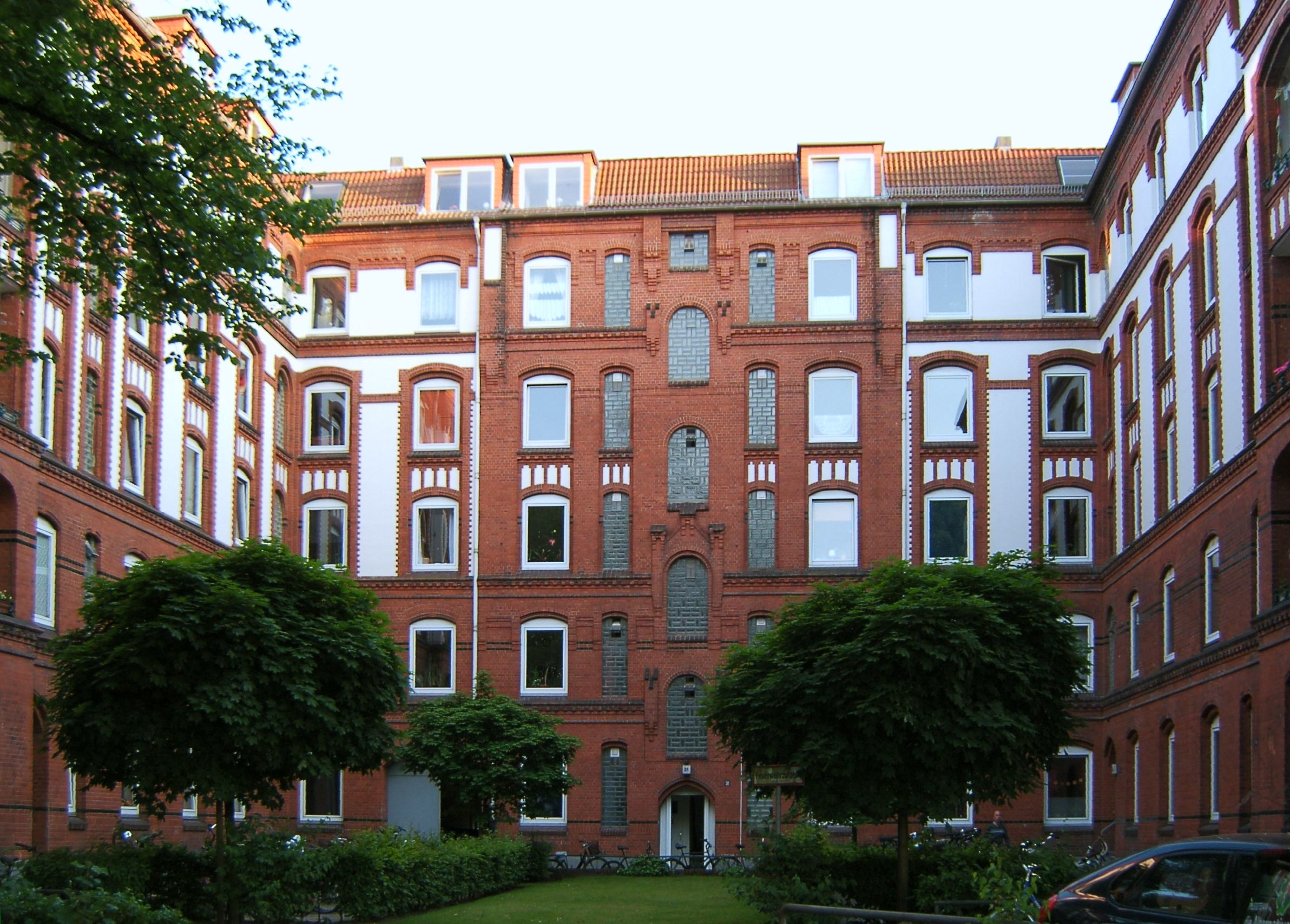
Haus der PRO, eine Hamburger Burg
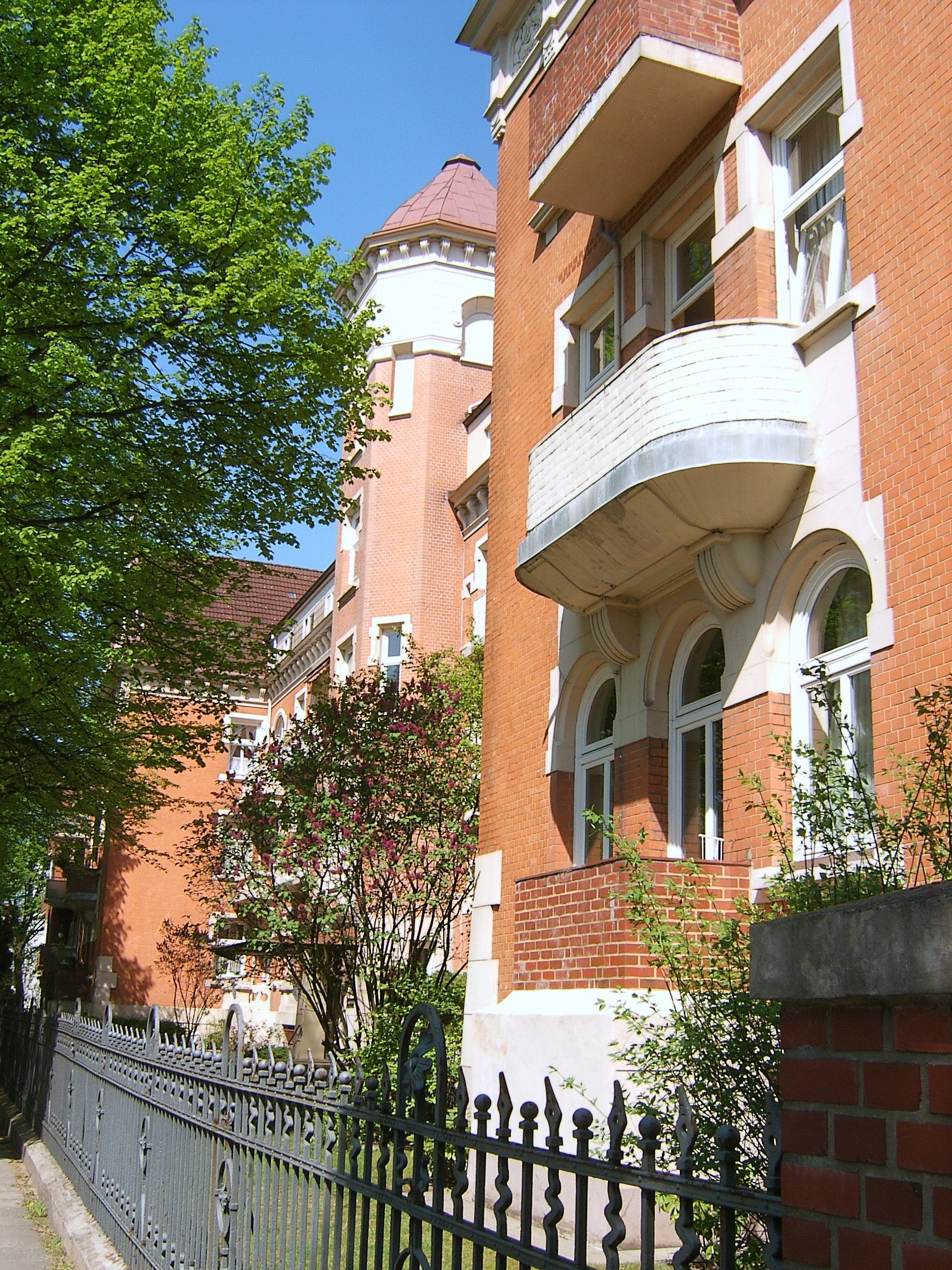
Keitelstift
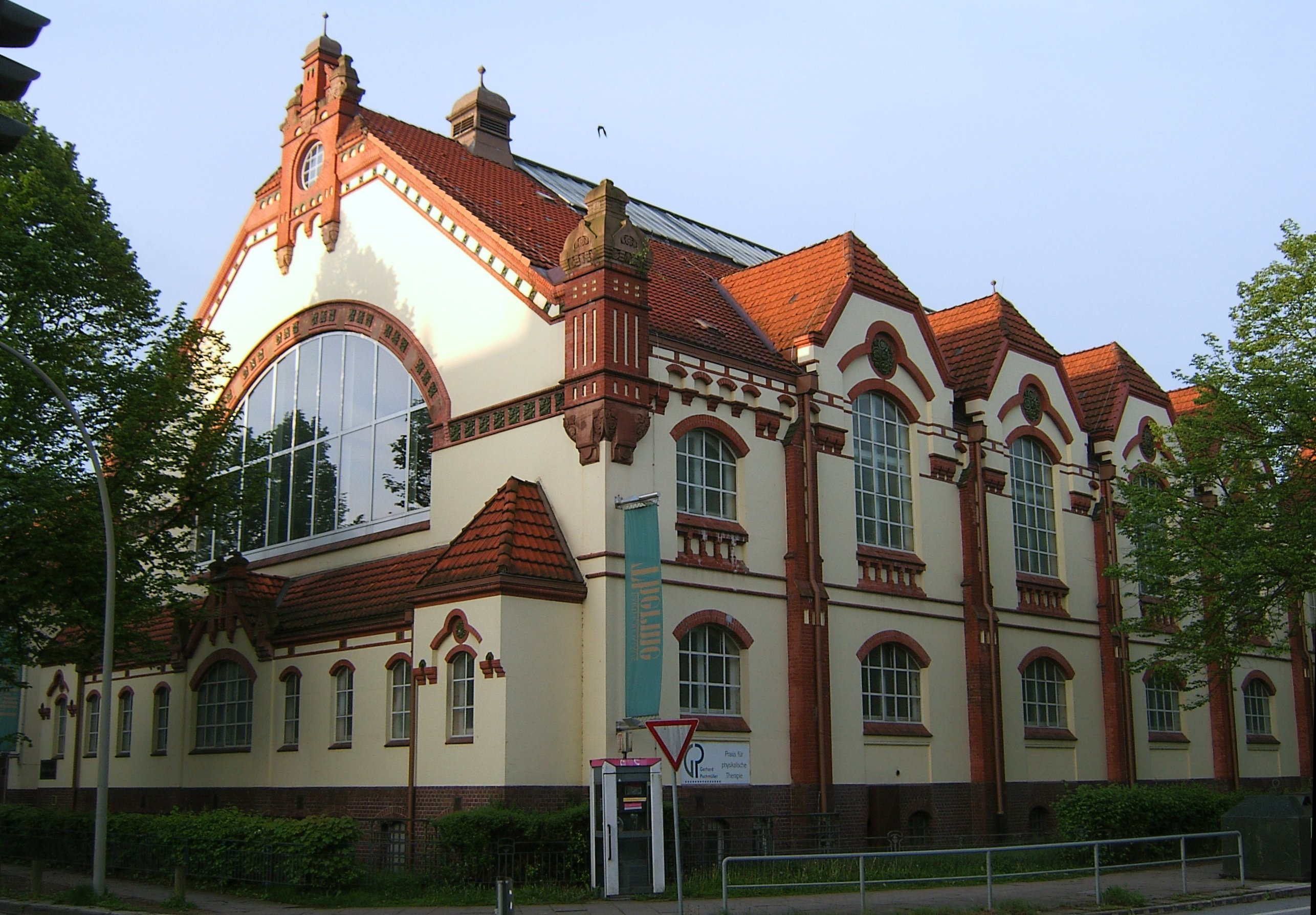
Badeanstalt Bartholomäusstraße, Frauenbad – eröffnet wurde es (1890er) mit zwei Schwimmhallen, 30 Brause- und 77 Wannenbädern und einer öffentlichen Bibliothek (HÖB)
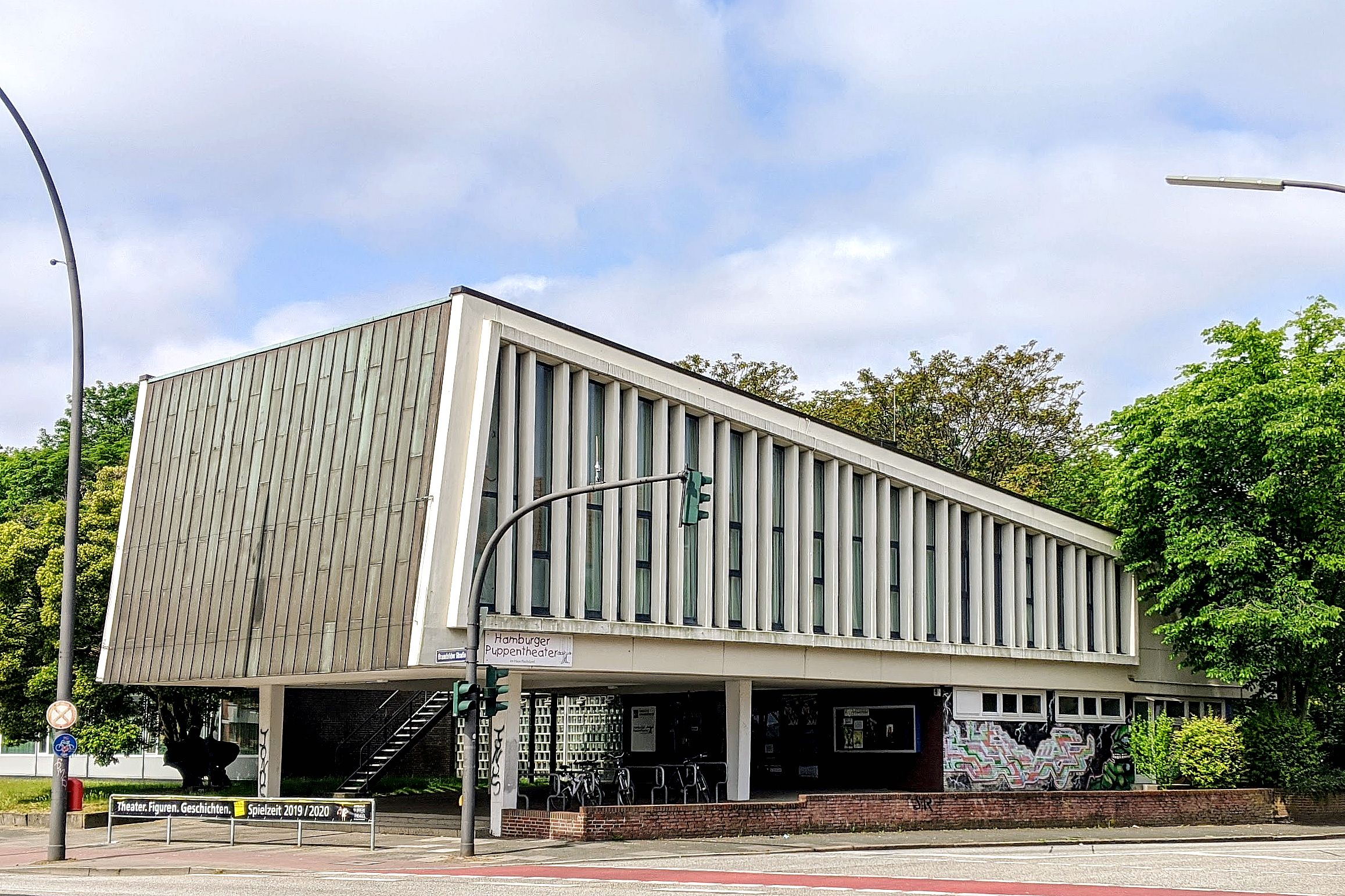
Haus Flachsland, ehemals Haus der Jugend, heute Spielstätte des Hamburger Konservatoriums und Puppentheaters
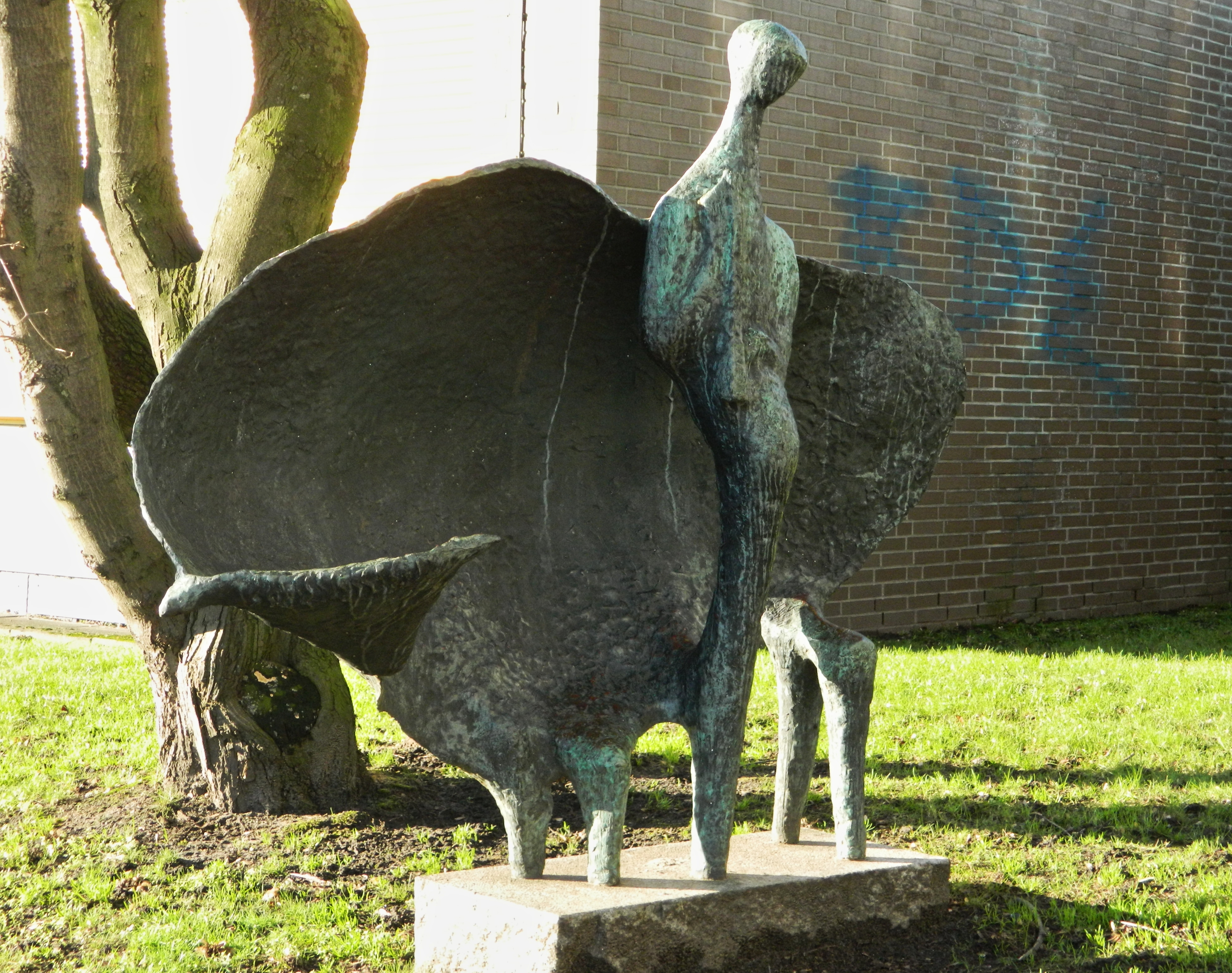
Flötenspieler mit Stier, Bronze, 1962, von Karl Heinz Engelin vor dem Haus der Jugend

### Gedenkstätte

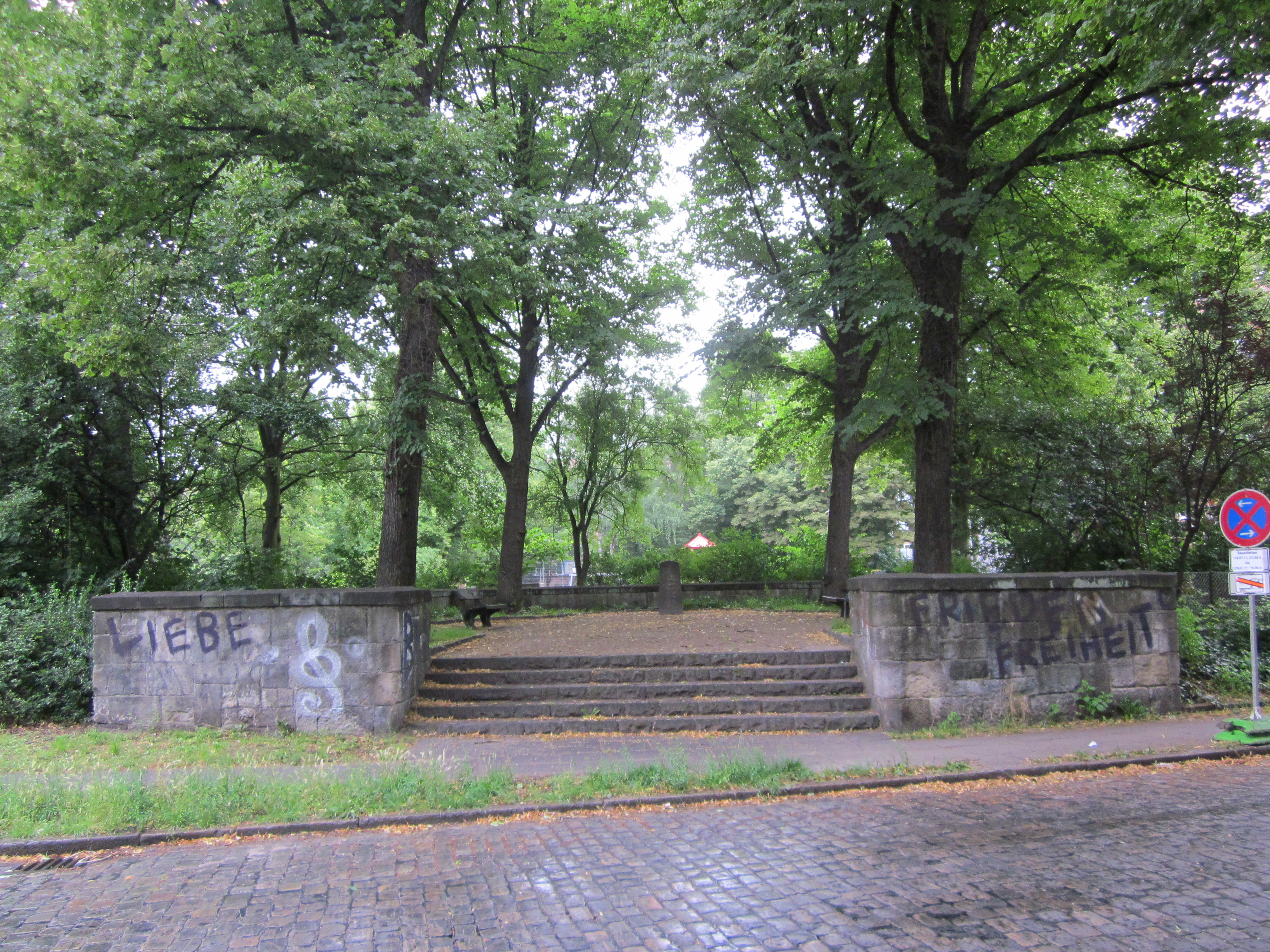
Gedenkstätte am Nicolaus-Heinrich-Julius-Weg (bis 16. Oktober 2024: Kraepelinweg) für die Opfer der Franzosenzeit.

Als Weihnachten 1813 alle Hamburger, die für eine Belagerung keinen ausreichenden Proviant vorweisen konnten, aus der Stadt getrieben wurden (siehe Hamburger Franzosenzeit), versuchte ein Teil von ihnen, in Barmbek Unterkunft zu finden. Nachdem viele den Strapazen von Hunger und Kälte erlegen waren, wurden sie in einem Massengrab beigesetzt. Ein Gedenkstein im Nicolaus-Heinrich-Julius-Weg (bis 16. Oktober 2024: Kraepelinweg) erinnert heute an 70 Verstorbene, die aus Hamburg vertrieben wurden oder aus dem Dorf Barmbek stammten.

### Parks

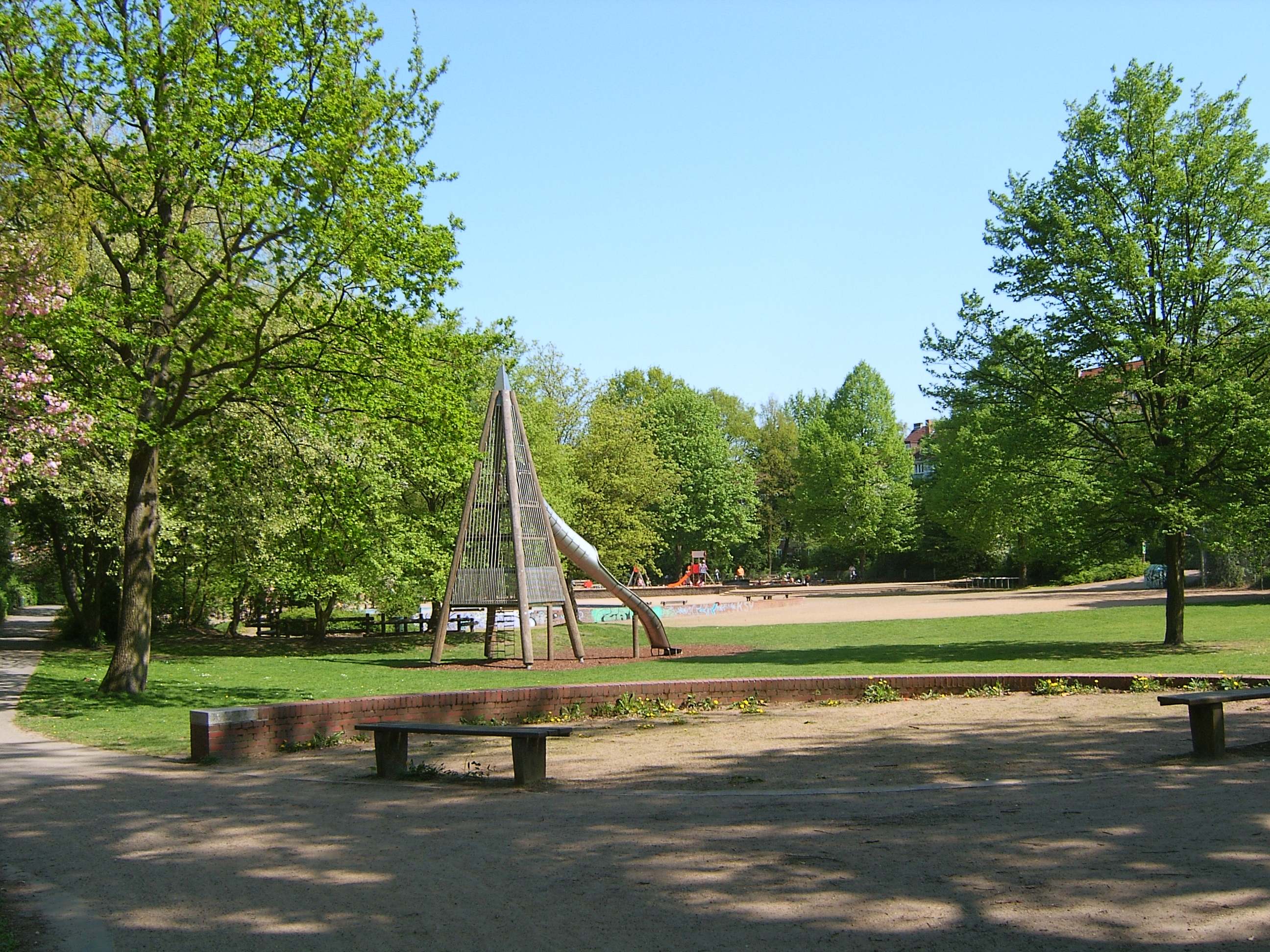
„Schleidenpark“ (Biedermannplatz)

Der Schleidenpark wurde 1903/04 am Stadtrand von Barmbeck auf offenem Gelände als erster öffentlicher Park in einem Hamburger Arbeiterstadtteil angelegt. Die ihn umgebenden Straßen wurden 1947 nach der Verstädterung Biedermannplatz genannt.
Seit 2011 gibt es außerdem den nach einem der Lübecker Märtyrer benannten Johannes-Prassek-Park. Dieser hat eine Größe von etwa 2,5 ha und liegt westlich der Alster-City zwischen Weide- und Osterbekstraße (→Lage). Seit 2014 trägt der ehemalige Klinikpark des (auf Barmbeker Gebiet gelegenen) Klinikums Eilbek den Namen Friedrichsberger Park.
Der im benachbarten Winterhude liegende Hamburger Stadtpark ist von Barmbek aus gut zu erreichen.

### Theater
Die Schaubühne wurde im Zweiten Weltkrieg zerstört. 1956 eröffnete das Theater an der Marschnerstraße, ein Amateurtheater. Zeitweise war es die Spielstätte des Jungen Theaters, das heute an der Mundsburg (Ernst-Deutsch-Theater) spielt.
Im ehemaligen Haus der Jugend Flachsland befindet sich die Spielstätte des Puppentheaters Hamburg.

### Museen
Von 1973 bis in die 1980er Jahre gab es mit der Oldtimer-Gasse ein Automuseum mit wechselnden Ausstellungen.

### Sport
Ein Sportverein in Barmbek-Süd ist der USC Paloma, der 2002 sowie 2014 jeweils die erste Hauptrunde des DFB-Pokals erreichte und in der Fußball-Oberliga Hamburg spielt. Weitere Sportvereine sind die Hamburger Turnerschaft Barmbek-Uhlenhorst 1876 und der SV Uhlenhorst-Adler. Am Osterbekkanal befindet sich das Bootshaus des Ruderclubs Protesia von 1907, von dem sich 2008 der Tischtennisclub Protesia abgespalten hat.

## Wirtschaft und Infrastruktur
Bis weit in das 19. Jahrhundert war Barmbek ein typisches Bauerndorf mit entsprechender Wirtschaftsstruktur.

### Öffentliche Einrichtungen
An der Hamburger Straße in Barmbek-Süd haben drei der elf Fachbehörden (Ministerien) des Hamburger Senats ihren Sitz: die Behörde für Wissenschaft, Forschung und Gleichstellung, die Behörde für Schule und Berufsbildung sowie die Behörde für Arbeit, Soziales, Familie und Integration. An der Osterbekstraße befinden sich das Arbeitsgericht Hamburg und das Landesarbeitsgericht Hamburg. Das Amtsgericht Hamburg-Barmbek hat seinen Sitz in der benachbarten Spohrstraße.

### Wirtschaft

#### Mühlen
Untypisch für ein Dorf dieser Größe besaß Barmbek über lange Zeit keine eigene Mühle, was jedoch den Bauern den Vorteil gab, nicht dem Mühlenzwang zu unterliegen, sondern sich ihren Müller aussuchen zu können. Es wird jedoch davon ausgegangen, dass es in vorurkundlicher Zeit eine Mühle gegeben haben wird. Dafür sprechen alte Flurnamen. Diese Mühle gehörte zur 7. Hofstelle und ist wahrscheinlich in der ersten Hälfte des 14. Jahrhunderts aufgegeben worden, weil die nahe gelegene Kuhmühle in Hohenfelde ebenso wie die Fuhlsbütteler Mühle moderner und somit leistungsfähiger waren. Erst 1769 wurde auf dem Friedrichsberg eine Windmühle errichtet, die 1864 abbrannte.

### Handwerk

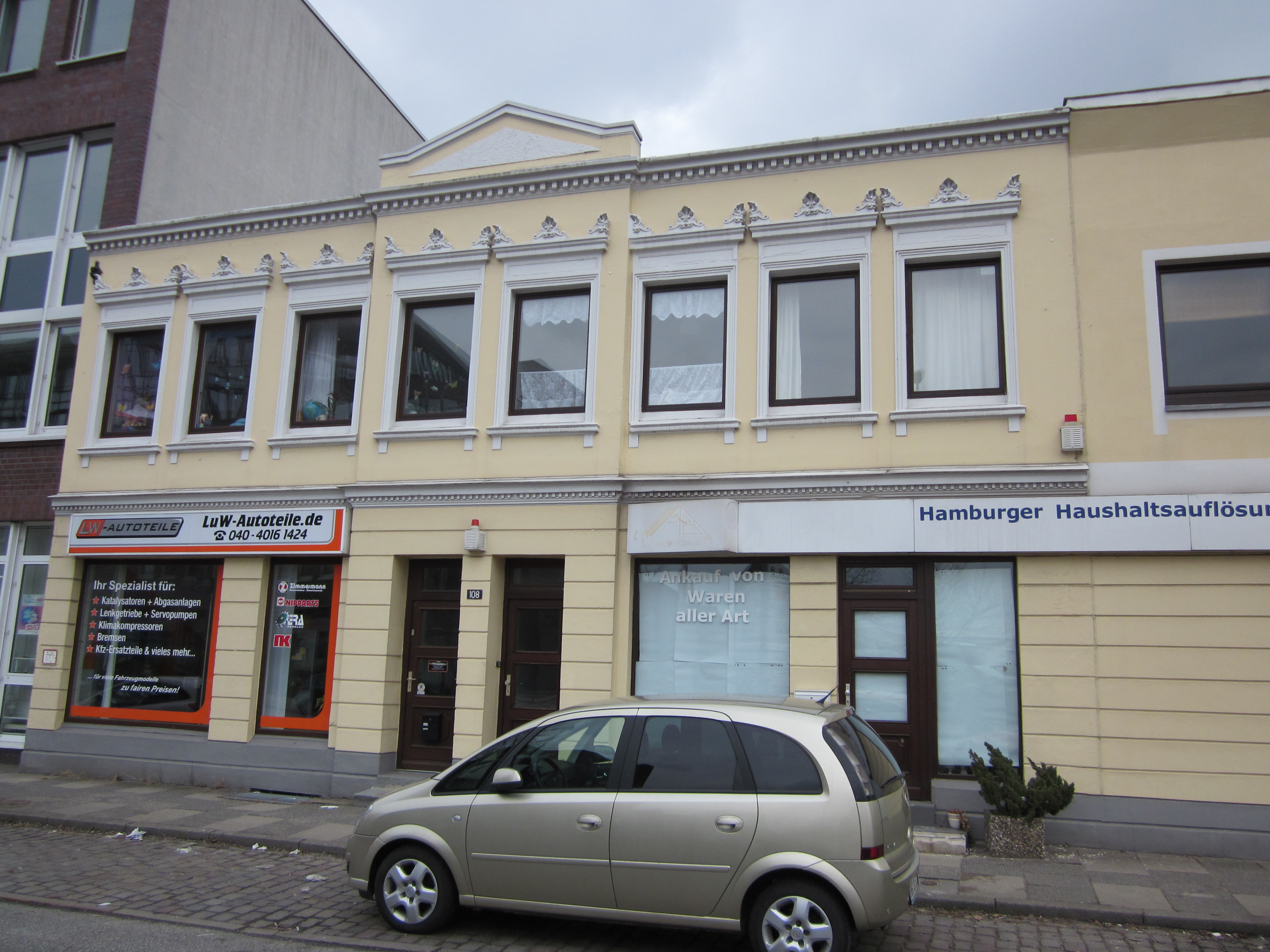
Im von Heinrich Dreckmann 1901 bis 1903 erbauten Haus in der Bramfelder Straße 108 befand sich eine Schmiede.

Seit 1615 ist in Barmbek ein Schmied nachgewiesen. Der Hufner Hinrich Mildehöved von der 10. Hofstelle errichtete damals eine Kate am Markt, die er an einen Schmied vermietete. 1649 kauften die Grundherren diese Schmiede, die sie zunächst ebenfalls vermieteten und 1766 an den Winterhuder Hermann Ohle verkaufte, dessen Nachkommen sie bis Ende des 19. Jahrhunderts betrieben. Später kamen noch eine Schmieden im Haferkamp hinzu. Ab Ende des 17. Jahrhunderts kamen auch Bäcker hinzu, so am Markt, an der Dehnhaide und an der Hamburger Straße. Dort war seit 1799 der Bäcker Köpcke ansässig. Zuvor hatten die Bauern ihr Brot selbst gebacken. Im 18. Jahrhundert siedelten sich auch andere Gewerke an, wie ein Stellmacher (1727 an der Bramfelder Straße südlich der Osterbek), ein Schneider (1768 im Gewann „Up den Stiegen“ auf der Ostseite der Hamburger Straße) oder ein Schuster (1782 an der Stückenstraße).

### Verkehr
Der Stadtteil wird von Süd nach Nord vom Straßenzug Hamburger Straße (teilweise läuft parallel in Südrichtung die Oberaltenallee) und Bramfelder Straße durchzogen, einem Teil des alten Handelsweges, der von Hamburg über die Mundsburg und Barmbek weiter nach Norden führt und über Bergstedt, Bargteheide und Bad Oldesloe schließlich Lübeck erreicht. Bis 2005 war sie Teil der Bundesstraße 434 und auch heute ist sie noch die Magistrale des Stadtteils. Im Westen begrenzt mit dem Straßenzug Herderstraße / Winterhuder Weg die Bundesstraße 5 den Stadtteil zur Uhlenhorst hin und sorgt für überregionale Anbindung. Die Adolph-Schönfelder-Straße und ihre Verlängerung, die Schleidenstraße sind eine wichtige Verbindung zum Bürostandort City Nord in Winterhude.
Mit den auf der Ringlinie U3 gelegenen Haltestellen Dehnhaide, Hamburger Straße und Mundsburg (auf der Grenze zur Uhlenhorst) verfügt der Stadtteil über drei U-Bahn-Haltestellen. Wenige Meter von der östlichen Grenze Barmbek-Süds entfernt liegt der Dulsberger S-Bahnhof Friedrichsberg (S1). Daneben erschließen verschiedene Buslinien den Stadtteil.

### Bildung
- Adolph-Schönfelder Grundschule
- Evangelische Berufsschule für Pflege des Rauhen Hauses[20]
- Grundschule Humboldtstraße 30
- Gymnasium Uhlenhorst-Barmbek (1908–2007)
- Hansa-Kolleg
- Ilse-Löwenstein-Schule (Stadtteilschule)

## Persönlichkeiten

Lotto King Karl im Oktober 2004

- Julius Adolf Petersen (1882–1933), Berufsverbrecher („Lord von Barmbeck“)
- Hans-Jürgen Massaquoi (1926–2013), Journalist und Schriftsteller
- Gisela Engelin-Hommes (1931–2017), Bildhauerin
- Andreas Brehme (1960–2024), Fußballprofi und Nationalspieler
- Gerrit Heesemann (* 1967), alias Sänger „Lotto King Karl“